# قائمة المناطق البيئية في موريتانيا
فيما يلي قائمة بـالمناطق البيئية في موريتانيا، وفقًا للصندوق العالمي للطبيعة (WWF).

## المناطق البيئية البرية

### سافانا، شجيرات، وأراضي عشبية استوائية وشبه الاستوائية
- الساحل(إفريقيا)
- السافانا السودانية الغربية

### الأراضي العشبية والسافانا المغمورة
- نباتات ملحية صحراوية

### الصحارى والشجيرات الجافة
- الصحراء الساحلية الأطلسية
- السهوب الشمالية الصحراوية والغابات
- المنطقة البيئية الصحراوية
- السهوب والغابات في جنوب الصحراء
- غابات الصحراء الغربية الجبلية الجافة

## مناطق المياه العذبة
- الساحل